# Ron Sparks Coachbuilders
Ron Sparks Coachbuilders war ein US-amerikanischer Hersteller von Automobilen.

## Unternehmensgeschichte
Ron Sparks hatte bei Clénet Coachworks Erfahrungen im Automobilbau gesammelt. Er gründete 1979 sein eigenes Unternehmen in San Marcos in Kalifornien und begann mit der Produktion von Automobilen. Der Markenname lautete Sparks. 1981 zog er nach Marina del Rey, ebenfalls in Kalifornien. 1982 oder 1985 endete die Produktion.

## Fahrzeuge
Der Sparks D'Elegance Roadster ähnelte stark dem Clénet Series I. Er war etwa 30 Zentimeter länger als der Clénet, ähnelte abgesehen davon diesem aber in Konzeption und Ausführung. Wie der Clénet, verwendete auch der Sparks Fahrgastzellen vom MG Midget. Er hatte ebenfalls eine lange Motorhaube mit seitlich austretenden Auspuffrohren; zusätzlich trug der Sparks allerdings noch zwei seitliche Reserveräder, die in die Kotflügel eingelassen waren. Die Antriebstechnik kam von General Motors; das Unternehmen verwendete einen 5,0 Liter großen Achtzylinder von Chevrolet.
Ein Sondermodell war der Sparks Turbo Phaeton, ein auf 5791 mm verlängerter D'Elegance mit zwei eigenständigen, hintereinander angeordneten Innenräumen, die über jeweils eigene Windschutzscheiben verfügten. Nur der hintere Bereich verfügte über ein Klappverdeck, das Cockpit war dauerhaft offen. Das Auto verwendete einen 6,0 Liter großen Achtzylinder-Motor mit Benzineinspritzung von Cadillac, der für den Export mit einer Quadrajet-Turboaufladung versehen wurde.
Sparks soll etwa 90 Exemplare seines Roadsters hergestellt haben. Die Produktionszahlen des Turbo Phaeton sind unbekannt.